# Die Abenteuer der »schwarzen hand«
Die Abenteuer der »schwarzen hand« ist der Titel eines Kinderbuchklassikers von Hans Jürgen Press.
„Schwarze hand“ nennen sich die vier Freunde und Meisterdetektive Felix (mit Trompete), Adele, Rollo (immer mit Ringelpulli) und Kiki m. E. (m. E. heißt „mit Eichhörnchen“). Im Haus Kanalstraße Nummer 49, direkt unterm Taubenschlag, im „Lufthafen“ traf sich die „schwarze hand“ regelmäßig nach der Schule.

## Geschichte
Die Abenteuer der »schwarzen hand« erschienen erstmals (unter Mitarbeit von Fritz Raab) in Fortsetzungen im Sternchen, der Kinderbeilage der Illustrierten stern, ab der Nr. 10 vom 5. März 1960, wobei alle 14 Tage ein Kapitel abgedruckt wurde. Jedes Kapitel besteht dabei aus zwei Teilen: aus einem erzählenden Text, an dessen Ende eine Frage an die Leser steht, und einem von Press gezeichneten schwarzweißen Wimmelbild, in dem ein Detail versteckt ist, das zur Beantwortung der Frage führt. Die Leser waren in Form eines Preisausschreibens eingeladen, anhand dieses Bildes das im Text gestellte Rätsel zu lösen, und erfuhren erst in der Fortsetzung, ob sie richtig geraten hatten.
1965 wurden sämtliche Geschichten als Ravensburger Taschenbuch (Band 60) veröffentlicht, wobei ein Kapitel auf eine Doppelseite – links der Text, rechts das oder die Bilder – verteilt wurde. Es gibt 4 Geschichten:
- Das geheimnisvolle Haus (11 Kapitel)
- Der Schatz im Bibersee (11 Kapitel)
- Der Schmuggler-Tunnel (18 Kapitel)
- Der Raub im Zoo (20 Kapitel)

Diese Buchfassung ist seit ihrem Ersterscheinen immer wieder neu aufgelegt worden und bis heute erhältlich. 1986 erschien zum 25. Geburtstag eine Jubiläumsausgabe im größeren Hardcover-Format mit überarbeitetem Text und zwei Änderungen bei den Zeichnungen. 2008 erschien im Ravensburger-Verlag eine gebundene Sonderausgabe im Taschenbuchformat.
Ab dem 13. Mai 1974 wurden Die Abenteuer der »schwarzen hand« in der ARD-Fernsehserie Plumpaquatsch gesendet. Dabei wurde der Text gelesen und eine Abfolge einzelner Bilder gezeigt, die den Verlauf der Geschichte darstellten.

## Ausgaben
- 1965, Otto Maier Verlag, Ravensburg, (= Ravensburger Taschenbücher. Band 60). (bis 33. Auflage 1995), ISBN 3-473-39060-7.
- 1986, Otto Maier, Ravensburg, Jubiläumsausgabe, ISBN 3-473-37328-1.
- 1996, Ravensburger Buchverlag, (= Ravensburger Taschenbücher. Band 2028). (bis 6. Auflage 2000, letzter Nachdruck 2011), ISBN 3-473-52028-4.
- 2003, Ravensburger Buchverlag, Jubiläumsausgabe, (= Ravensburger Taschenbuch. Band 54201). ISBN 3-473-54201-6.
- 2008, Ravensburger Buchverlag, einmalige Sonderausgabe, ISBN 978-3-473-36994-2.

## Übersetzungen
ins Englische
- The Black Hand Gang and the Mysterious House. 1978, übersetzt von Barbara Littlewood nach der Ausgabe von Methuen Children’s Book, London aus dem Jahre 1976 und ergänzt durch Vokabeln und Lautschrift.
- ferner in gleicher Aufmachung etc. The Black Hand Gang and the Treasure in Breezy Lake. 1978, ISBN 3-473-39505-6.

ins Italienische
- Le avventure della Mano Nera, übersetzt von Mario Sala Gallini, Piemme Junior Verlag, 1995, ISBN 88-384-3517-0.

ins Japanische
- Kurotedan wa meitantei. (くろて団は名探偵) übersetzt von Reiko Ōkoso. Yūgakusha, Tōkyō 1984, ISBN 4-8416-0469-3.

ins Katalanische
- Les aventures de la Mà Negra. 1986, übersetzt von Lourdes Bigorra.

ins Baskische
- Eskubeltz taldearen abenturak. übersetzt von Pilar Iparragirre. Elkar, Donostia 1990, ISBN 84-7529-128-7.

ins Spanische
- Aventuras de “la mano negra”. übersetzt von José Sánchez López. Espasa-Calpe, Madrid 1981.

ins Französische
- Les enquêtes de la main noire. übersetzt von Sylvia Gehlert. Actes Sud, Paris 1998, ISBN 2-7427-1790-0.

ins Portugiesische
- A Turma da Mao Preta: O Tesouro do Lago da Brosa (e) Um Roubo no Zoológico. übersetzt (nach der englischen Ausgabe) von Thereza M. Deutsch. tica, Sao Paulo 2000, ISBN 85-08-06160-9.